# Destruição de habitat

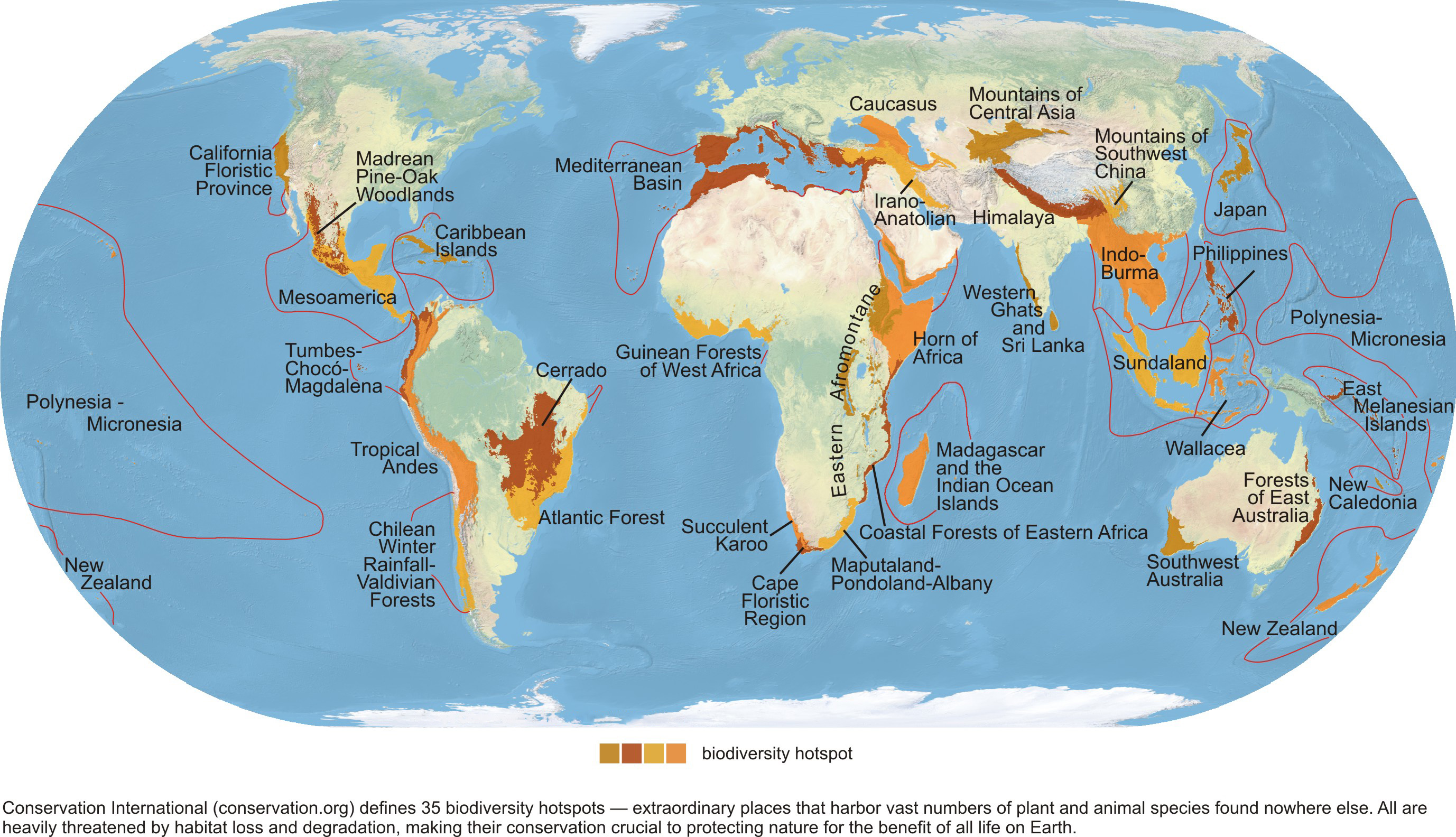
Mapa dos pontos críticos de biodiversidade do mundo, todos eles fortemente ameaçados pela perda e degradação do habitat.

A destruição de habitat é um processo de mudança no uso da terra e recursos naturais, através do qual um tipo de habitat é removido e substituído por outro. No processo da mudança, as plantas e animais que utilizavam o local, são deslocalizados ou destruídos. Geralmente isto resulta na alteração ou redução da biodiversidade ou na extinção de espécies encontradas apenas neste habitat. A destruição de habitat é responsável por 36% das extinções de espécies, sendo actualmente a causa mais importante da extinção de espécies no mundo. É um processo com poderosos efeitos na evolução e conservação biológica. Entre as causas adicionais estão a fragmentação de habitats, processos geológicos, alterações climáticas, espécies invasoras, alterações dos nutrientes e actividades humanas.

## Principais responsáveis

### Pecuária

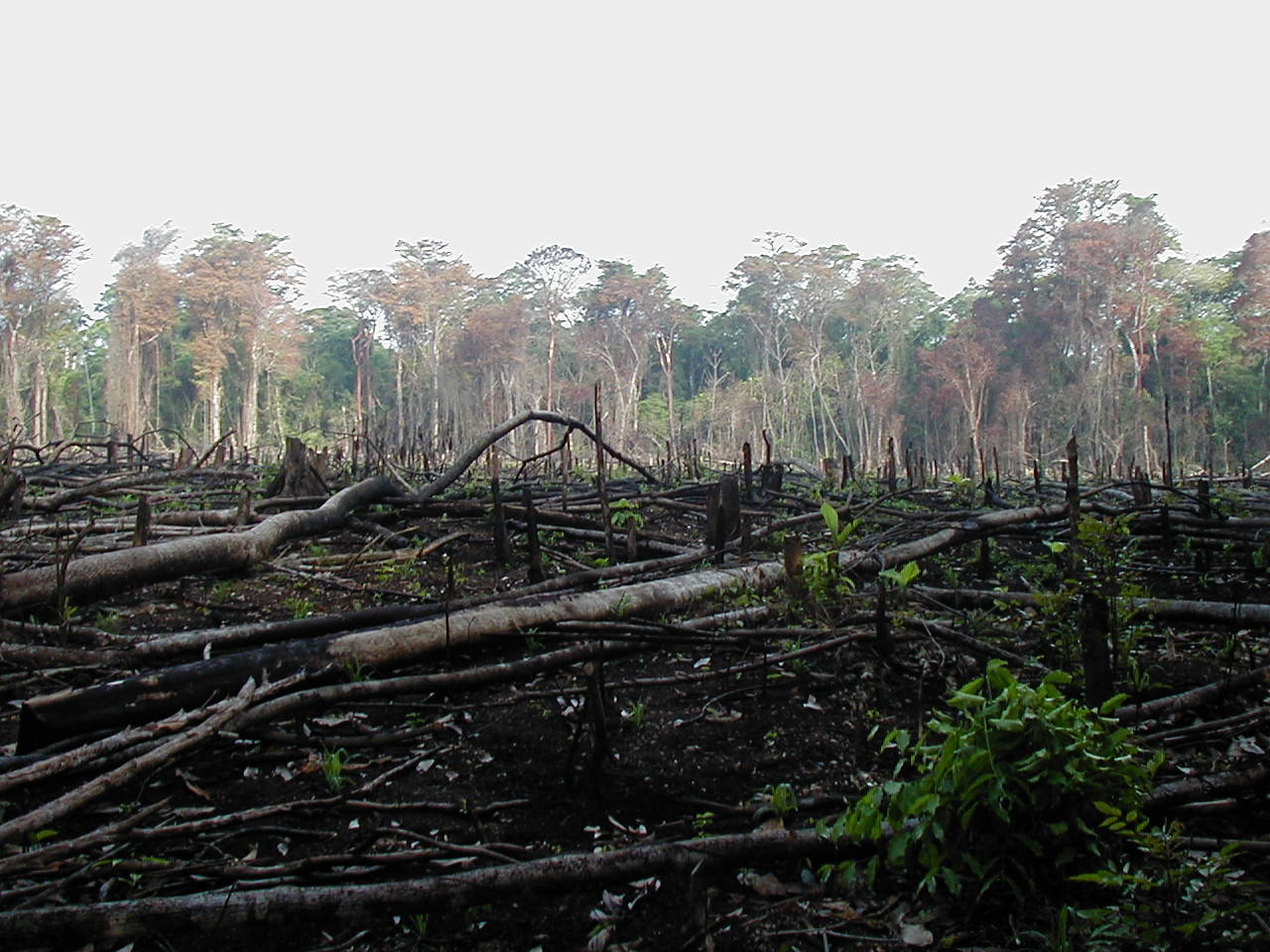
Devastação da habitação no México.

De acordo com um estudo publicado em 2009 pelo Worldwatch Institute, a pecuária é a principal responsável pela destruição de habitats. Isso se deve, principalmente, a desflorestação para pasto ou para o plantio de grãos destinados aos animais criados para alimentação. O estudo aponta também que a pecuária é responsável pela maior parte das zonas mortas nos oceanos devido ao não tratamento dos dejetos.
Estima-se que todos os dias, mais de 100 espécies de plantas e animais se perdem devido a destruição das florestas tropicais. Além disso, para evitar que seus rebanhos sejam atacados, muitos fazendeiros contratam caçadores para exterminar os animais carnívoros nativos, contribuindo mais ainda para a extinção de espécies animais.
Relatórios feitos pela Organização das Nações Unidas para Alimentação e Agricultura (FAO), mostrou que entre 1990 e 2005, 71% dos desmatamentos foi devido a demando de pastos, 14% aos cultivos comerciais, e menos de 2% em infraestrutura e expansão urbana. Tais dados foram resultados de pesquisas nos seguintes países da América do Sul na Argentina, Colômbia, Bolívia, Paraguai, Peru, Venezuela e Brasil.
No Brasil essa média de taxa de desmatamento para conversão de pasto aumenta para 80%.
Entre 2000 a 2010 foram registrados 7 milhões de hectares por ano de florestas desmatada nos países tropicais e um aumento de terras agrícolas em 6 milhões de hectares por ano.
Devido ás políticas de desenvolvimento sustentável impulsionadas pelos países que partilham a bacia amazônica, ouve uma redução significativa em quase 50% em relação a 1990 segundo a ONU. Tais políticas vinculavam incentivos agrícolas associados a critérios ambientais. 
Soja: progresso ou retrocesso nas florestas e cerrados da América do Sul.
Estudo mostra como expansão do cultivo da soja pode destruir 220 mil km² de florestas e de cerrados na América do Sul até 2020.
Gland, Suíça – A expansão do cultivo da soja ameaça destruir cerca de 22 milhões de hectares (ou 220 000 km2) de florestas e de cerrados na América do Sul até 2020 – uma área maior do que a do estado do Paraná e quase do tamanho do estado de São Paulo. Mas um estudo publicado hoje pela Rede WWF-Internacional, da qual faz parte o WWF-Brasil, mostra que esse dano poderia ser minimizado intercalando-se o cultivo da soja em pastagens existentes com a criação de gado, em lugar de se converter em novas áreas agrícolas as florestas e cerrados que ainda estão em pé e constituem um valioso habitat natural.
Este assunto será alvo do Fórum Global para Sustentabilidade da Soja a ser promovido nos dias 10 e 11 de março de 2005 no Brasil pelo WWF-Brasil, juntamente com o grupo Amaggi, Unilever, a Federação dos Trabalhadores na Agricultura Familiar da Região Sul – Fetraf-Sul/CUT, Cordaid (ONG holandesa) e o grupo varejista suíço Coop. O evento pretende reunir todas as partes interessadas na questão para discutir propostas com vistas à diminuição dos impactos negativos desta produção no ambiente.
Segundo o estudo, intitulado “Manejando a expansão da soja: dois cenários para a expansão da produção da soja na América do Sul”, nos últimos 10 anos a área de cultivo de soja mais do que dobrou de tamanho nos principais países produtores do continente – Argentina, Bolívia, Brasil e Paraguai. As exportações de soja desses países aumentaram devido à alta demanda da União Europeia e da República Popular da China, onde é usada para alimentar porcos, frango e gado e populações humanas, respectivamente. O relatório destaca que a agropecuária em geral e o cultivo de soja em especial já provocaram o quase total desaparecimento da Mata Atlântica no sul do Brasil durante as décadas de setenta e oitenta e a destruição de milhões de hectares do Chaco argentino e do Cerrado brasileiro – as savanas de maior diversidade do mundo e que servem de habitat para animais como o tamanduá, a onça e muitos outros.
O relatório adverte que a demanda de soja deve aumentar 60% nos próximos 20 anos e que isso pode resultar na perda de outros 16 milhões de hectares de savanas e 6 milhões de hectares de florestas tropicais na América do Sul. No entanto, seria possível reduzir esse estrago para cerca de 3,7 milhões de hectares desde que os produtores de soja concordem em arrendar as terras de pastagem usadas na pecuária e fazer um uso integrado das mesmas, alternando o cultivo de soja com o pastoreio. Testes de campo financiados pela Rede WWF mostraram que tal rotação melhora o solo e aumenta a produtividade do cultivo bem como aumenta a densidade por hectare, graças à melhor utilização dos recursos de pastagem e solo.
“O estudo mostra que é possível alcançar uma maior produtividade de soja sem destruir a natureza”, declara Matthias Diemer, diretor da Iniciativa de Conversão Florestal da Rede WWF-Internacional. Ele acrescenta que “o desenvolvimento de um uso mais intenso e eficiente da terra ao longo das estradas existentes e próximo a grandes centros populacionais irá reduzir a necessidade de desmatar habitats intactos”
Mas o estudo também destaca que para que tal cenário se torne real será preciso que os produtores de soja, investidores, compradores e reguladores apoiem, adotem e promovam práticas mais sustentáveis. Isso inclui incentivar os governos a aplicarem as leis e regulamentações ambientais e de uso da terra. É urgente a necessidade de adoção de critérios de rastreabilidade e o desenvolvimento de diretrizes de produção por meio de um organismo que envolva todas as partes interessadas. Uma primeira iniciativa nesse sentido ocorreu na Suíça, onde a cadeia de supermercado Coop, juntamente com o WWF, está discutindo critérios para a produção sustentável da soja.
“O WWF vai procurar outras empresas para participar da discussão”, disse Matthias Diemer, “pois a soja é um dos cultivos de maior demanda hoje no mundo e é fundamental que os consumidores possam, no futuro, comprar um produto que não contribua para a destruição das riquezas naturais da América do Sul”. 

### Queimadas e incêndios
Ocasionadas de forma intencional visando o interesse econômico ou acidental, as queimadas representam grande perigo para as espécies animais e acabam por destruir seus habitats naturais. A queimada intencional, geralmente é provocada por agricultores com o objetivo de limpar a área de cultivo, facilitar a colheita da cana de açúcar ou renovar o pasto.
A maior parte dos incêndios causados em florestas são motivados por interesse econômico.

### Ocupação humana
O estilo de vida do homem e a urbanização levam a uma grande modificação ou destruição de diversos habitats naturais. A poluição, a ocupação de áreas antes preservadas e a transformação do espaço natural, deslocam ou retiram espécies animais e vegetais.
Os efeitos de uma população humana grande e em crescimento também coloca esta espécie como raiz de muitos problemas ambientais. Logo, quanto mais gente, maior a demanda de energia, maior consumo de recursos não renováveis como petróleo e minerais, maior pressão sobre os recursos renováveis como peixes e florestas, mais necessidade de produção de alimento, logo também o aumento da agricultura e pecuária, dentre outros fatores que são insustentáveis.

Segundo a resolução Conama Nº001 de janeiro de 1986, o impacto ambiental é definido como:
"qualquer alteração das propriedades físicas, químicas e biológicas do meio ambiente, causada por qualquer forma de matéria ou energia resultante das atividades humanas que, direta ou indiretamente, afetam a saúde, a segurança e o bem-estar da população; as atividades sociais e econômicas; a biota; as condições estéticas e sanitárias do meio ambiente; e a qualidade dos recursos ambientais."
Analisando essa resolução, percebemos que qualquer atividade que o homem exerça no meio ambiente provocará um impacto ambiental. Esse impacto, no entanto, pode ser positivo ou não. Infelizmente, na grande maioria das vezes, os impactos são negativos, acarretando degradação e poluição do ambiente.
Os impactos negativos no meio ambiente estão diretamente relacionados com o aumento crescente das áreas urbanas, o aumento de veículos automotivos, o uso irresponsável dos recursos, o consumo exagerado de bens materiais e a produção constante de lixo. Percebemos, portanto, que não apenas as grandes empresas afetam o meio, nós, com pequenas atitudes, provocamos impactos ambientais diariamente.
Dentre os principais impactos ambientais negativos causados pelo homem, podemos citar a diminuição dos mananciais, extinção de espécies, inundações, erosões, poluição, mudanças climáticas, destruição da camada de ozônio, chuva ácida, agravamento do efeito estufa e destruição de habitats. Isso acarreta, consequentemente, o aumento do número de doenças na população e em outros seres vivos e afeta a qualidade de vida.
Vale destacar que os impactos ambientais positivos, apesar de ocorrerem em menor quantidade, também acontecem. Ao construirmos uma área de proteção ambiental, recuperarmos áreas degradadas, limparmos lagos e promovermos campanhas de plantio de mudas, estamos também causando impacto no meio ambiente. Essas medidas, no entanto, provocam modificações e alteram a qualidade de vida dos humanos e de outros seres de uma maneira positiva".

### Principais tipos de impactos ambientais causados pelo homem
Atividade industrial
A indústria é responsável por produzir resíduos altamente prejudiciais ao ar, às florestas, rios e aos seres que habitam esses ambientes — o que inclui animais, vegetais e o próprio ser humano.
A poluição causada por resíduos e componentes químicos pode prejudicar o meio ambiente em diversas esferas, destacando-se como responsável pela formação de chuva ácida — que danifica a água, o solo, as plantas e os animais aquáticos que vivem na região do descarte.
Descarte irregular de resíduos
O descarte errôneo de resíduos provenientes de atividades domiciliares, industriais, de agricultura ou de mineração destaca-se como outro importante impacto ambiental causado pelo homem. Isso porque a maior parte desses detritos vai parar em rios, enquanto o restante se acumula em aterros sanitários e lixões. Em todos os casos, o lixo contamina a água e o solo, afetando diretamente as plantações e todos que a consomem.
Exploração de recursos naturais
A exploração de recursos naturais também reflete em um dos maiores tipos de impactos ambientais causados pelo homem. Um bom exemplo neste sentido diz respeito ao petróleo, que está associada à ocorrência de diversos acidentes envolvendo navios petroleiros ou plataformas de petróleo, problemas que podem causar enormes danos ao meio ambiente.
O mesmo também pode ser dito quanto à exploração da floresta amazônica, pantanal e cerrado, enormes áreas verdes cada vez mais prejudicadas em prol do plantio de soja e criação de gado.
Urbanização mal planejada
O crescimento acelerado das cidades faz com que o planejamento urbano nem sempre seja realizado da forma estratégica como deveria. A retirada de parques e demais áreas verdes para a construção de casas, prédios, fábricas ou indústrias é, atualmente, um dos principais tipos de impactos ambientais causados pelo homem.
Isso acontece porque, quanto menor for a área verde de uma cidade, maior é a poluição do ar. O crescimento populacional também reflete diretamente na produção de resíduos sólidos e lixo orgânico que, sem receber tratamento e reciclagem adequados, cada vez mais eles acabam contaminando rios e solo.
Atividade mineradora
O Brasil está cheio de garimpos irregulares, o que pode causar contaminações (especialmente por mercúrio) em lagos, rios e até mesmo no solo. Já as grandes empresas mineradoras, por sua vez, abrem verdadeiras crateras no solo, o que elimina área verde e destrói a paisagem ambiental do local.

### Enchentes Naturais
Além da ação humana, existem também os fatores ambientais que ocorreriam mesmo sem a presença do homem que podem gerar danos aos habitats.
"As enchentes são eventos naturais que acontecem quando há um grande volume de água, normalmente vindo de chuvas intensas e contínuas, fazendo com que o rio, córrego, lagoa, oceano etc., saia de seu leito natural, não comportando o excesso de água".
O evento de transbordar o volume de água, de acordo com sua intensidade, pode gerar uma destruição da região pela força das correntezas e assim gerando um desabrigo de várias espécies.
Exemplo de uma enchente natural sem consequência direta pela ação do homem:
"Recentemente constatou-se a cheia do Rio Acre, em 2015, a qual deixou inúmeras cidades em estado de emergência, além de muitas pessoas desalojadas. A cheia foi ocasionada pelas altas incidências de chuvas em anos consecutivos, o que não permitiu que o nível do rio voltasse ao normal, sobrecarregando-o e ocasionado a enchente".
Sendo assim causando a destruição do habitat da população de humanos que ali residia. "Maior cheia da história do Rio Acre desabriga milhares".